# روبوكوب
فيلم روبوكوب (الشرطيّ الآليّ)، هو فيلم خيال علمي أنتج سنة 1987 للمخرج الأمريكي بول فرموهن،

## قصه الفيلم
تروي القصة عن مدينة تعاني من المجرمين وقطاع الطرق هي مدينة ميتشيغان بولاية ديترويت في المستقبل الإفتراضي، روبوكوب ذلك الشرطي الذي قتل بوحشية من قبل المجرمين، إلا أنهم حولوه بعد العملية الجراحية إلى رجل آلي.
شارك الفيلم كل من بيتر ويلر، سميث كورتوود، نانسي ألين، ميغيل فيرير وروني كوكس.

## الممثلون
- بيتر ويلر—موظف اليكس مورفي / وهو روبوكوب
- نانسي ألن—موظف آن ويس
- روني كوكس—ريتشارد «ديك» جونز
- ] سميث كورتوود—كلارنس بودي كير
- ميغيل فيرير—روبرت «بوب» مورتون
- ] دان هيرليهي—العجوز
- ] بول ماك كرين—ايمل انتونوسكي
- راي الحكماء—ليون ناش
- ] جيسي دي غوينز—جو كوكس
- كالفن يونغ—ستيف مينه
- ] روبرت دوكوي—الرقيب وارن ريد
- فيلتون بيري—دونالد جونسون
- لي دي بروكس—سال

## التصوير
التصوير بدأ في صيف 1986 واستمرت في الفترة من 6 أغسطس حتى منتصف تشرين الأول / أكتوبر. للاهتمام، أن المشاهد التي تصور مورفي 'الموت' لم تصويره حتى بعد كانون الثاني / يناير (1987)، وبعد بضعة أشهر الرئيسية إطلاق النار قد توقف. العديد من المناطق الحضرية من الفيلم تم تصويره في وسط دالاس ، تكساس بسبب ظهور المستقبلية من المباني. واجهة دالاس بلدية استخدم الخارج للروائي OCP المقر، إلى جانب لوحة ماتي واسعة لجعل المبنى يبدو طولا.

## وصلات خارجية
- روبوكوب على موقع IMDb (الإنجليزية)
- روبوكوب على موقع ميتاكريتيك (الإنجليزية)
- روبوكوب على موقع روتن توميتوز (الإنجليزية)
- روبوكوب على موقع نتفليكس (الإنجليزية)
- روبوكوب على موقع قاعدة بيانات الأفلام العربية
- روبوكوب على موقع ألو سيني (الفرنسية)
- روبوكوب على موقع Turner Classic Movies (الإنجليزية)
- روبوكوب على موقع أول موفي (الإنجليزية)
- روبوكوب على موقع بوكس أوفيس موجو (الإنجليزية)
- روبوكوب على موقع فيلمافينيتي (الإسبانية)
- Criterion Collection essay by Carrie Rickey